# Grbavica (2006.)
Grbavica je film bosanskohercegovačke redateljice Jasmile Žbanić, dobitnik nagrade Zlatni medvjed za 2006. godinu na Berlinaleu.
Film je nastao u koprodukciji Bosne i Hercegovine, Austrije, Njemačke i Hrvatske uz pomoć ZDF-a i arte. 
Film se bavi tematikom masovnih silovanja muslimanskih žena tijekom rata u Bosni i Hercegovini.

## Radnja
Esma živi sa svojom 12-godišnjom kćerkom Sarom na Grbavici, sarajevskom naselju. Majka kćeri taji istinu o njezinom ocu, istinu da je ona plod ratnog silovanja. Sara živi u uvjerenju da je kći stradalog ratnog heroja. Esma je primorana zaposliti se kao konobarica kako bi kćeri osigurala novac za školski izlet. Škola omogućava besplatno putovanje učenicima ratnih heroja. Kako Esma nije u mogućnosti doći do takve potvrde za Saru, Sara odlučuje sama doći do istine o svojem ocu.

## Uloge
- Mirjana Karanović – Esma Halilović
- Luna Mijović – Sara
- Leon Lučev – Pelda
- Kenan Ćatić – Samir
- Jasna Beri – Sabina
- Dejan Aćimović – Čenga
- Bogdan Diklić – Šaran
- Emir Hadžihafizbegović – Puška
- Ermin Bravo – profesor Muha
- Semka Sokolović-Bertok – Peldina majka
- Maike Höhne – Jabolka
- Jasna Žalica – Plema
- Nada Džurevska – teta Safija
- Emina Muftić – Vasvija
- Dunja Pašić – Mila

## Vanjske poveznice
- Grbavica u internetskoj bazi filmova IMDb-a